# Stockholm (postort)
Stockholm är en postort omfattande postadresser huvudsakligen inom Stockholms innerstad, men även ett mindre område i Söderort. 
Postorten i sin nuvarande form inrättades år 1968 i samband med att postnummersystemet infördes i Sverige. Tidigare hade Innerstaden varit uppdelad i olika postorter där namnet Stockholm följdes av ett suffix avseende geografiskt område (se nedan).
- 111 XX avser adresser på Norrmalm, Gamla stan, Riddarholmen, Skeppsholmen samt Fjäderholmarna i Lidingö kommun [1]  (före 1968 STOCKHOLM C)
- 112 XX avser adresser på Kungsholmen och Essingeöarna (före 1968 STOCKHOLM K)
- 113 XX avser adresser i Vasastaden samt en liten del av Hagaparken i Solna kommun (före 1968 STOCKHOLM VA)
- 114 XX avser adresser på Östermalm väster om Narvavägen samt på Norra Djurgården (före 1968 STOCKHOLM Ö)
- 115 XX avser adresser på Gärdet, Djurgården, en mindre del av Östermalm samt Hjorthagen (före 1968 STOCKHOLM NO)
- 116 XX avser adresser på östra Södermalm samt Danviksklippan i Södra Hammarbyhamnen (före 1968 STOCKHOLM SÖ)
- 117 XX avser adresser på Västra Södermalm, Reimersholme, Långholmen, Liljeholmen, Gröndal och enstaka gator i Västberga, Östberga och Aspudden  (före 1968 STOCKHOLM SV)
- 118 XX avser adresser på mellersta Södermalm samt Årsta holmar i Årsta (tillkom senare genom uppdelning av 116 och 117-serierna)
- 120 XX avser adresser i Södra Hammarbyhamnen exklusive Danviksklippan samt enstaka adresser i Årsta. Nummerserien delas med postorten Årsta och Enskede gård

Postnummer i serierna 100 XX–109 XX avser boxadresser och dylikt.
Det förekommer även att större företag, etc. utanför den egentliga postorten använder postadressen Stockholm, eftersom den är mer internationellt känd. Ett exempel på detta är Karolinska universitetssjukhuset vars avdelningar i Huddinge och Solna båda använder Stockholm som postadress, trots att postnumren avser respektive ort. Detta fungerar dock eftersom sorteringen sker på postnumret och inte på ortnamnet.